# 马达姆堡
马达姆堡（法語：Bourg-Madame，法語發音：[buʁ madam] ⓘ），法国南部市镇，位于奥克西塔尼大区东比利牛斯省，隶属于普拉德区，其市镇面积为7.85平方公里，2022年1月1日时人口数量为1,194人，在法国城市中排名第8,505位。
马达姆堡位于东比利牛斯省西部，西侧与西班牙接壤，是法国南部的一个边境市镇，多条公路在此交汇。

## 地名来源
“Bourg-Madame”一名出自法兰西王后玛丽-泰蕾兹，她是昂古莱姆公爵路易-安托万的配偶，曾在法国大革命后流亡，她的遭遇让比利牛斯地区的保守保皇派同情，他们于1815年将此地更名以示纪念。在此之前，马达姆堡的官方名称为“Hix”，其对应的加泰罗尼亚语拼写为“Ix”。

## 历史
马达姆堡的早期历史尚不清楚。根据当地官方网站的论述，马达姆堡最初于公元839年以“Hix”的形式被记载。中世纪中期，Hix曾一度成为塞尔达涅的一个商业集镇，1177年阿方索二世决定将集镇迁往地势更为开阔的普奇塞达，Hix由此衰败。1659年《比利牛斯条约》签订后，比利牛斯山北麓地区被法兰西王国继承，Hix由此成为一个边境村落。法国大革命后，Hix成为东比利牛斯省的一个市镇。1815年，Hix正式更名为马达姆堡。20世纪初，途径马达姆堡的塞尔达涅线建成通车。20世纪60年代，得益于旅游业的发展，当地人口数量曾快速增加。

## 地理

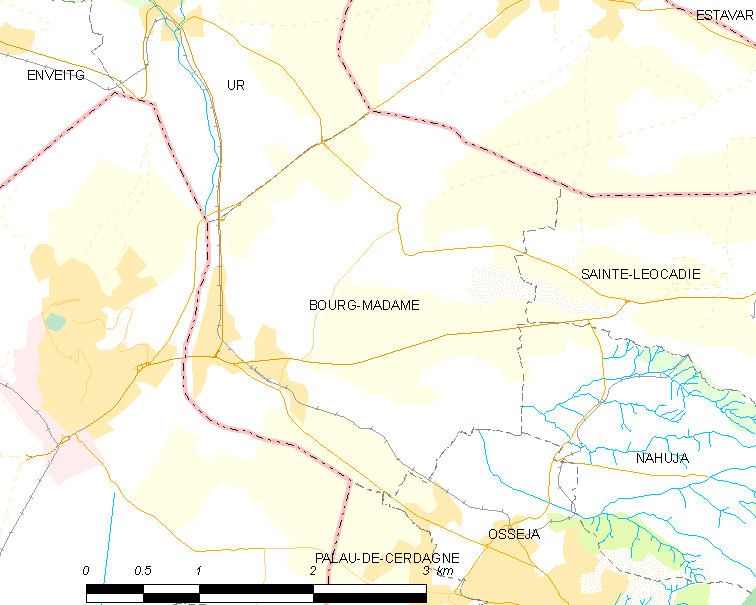
马达姆堡市镇范围地图

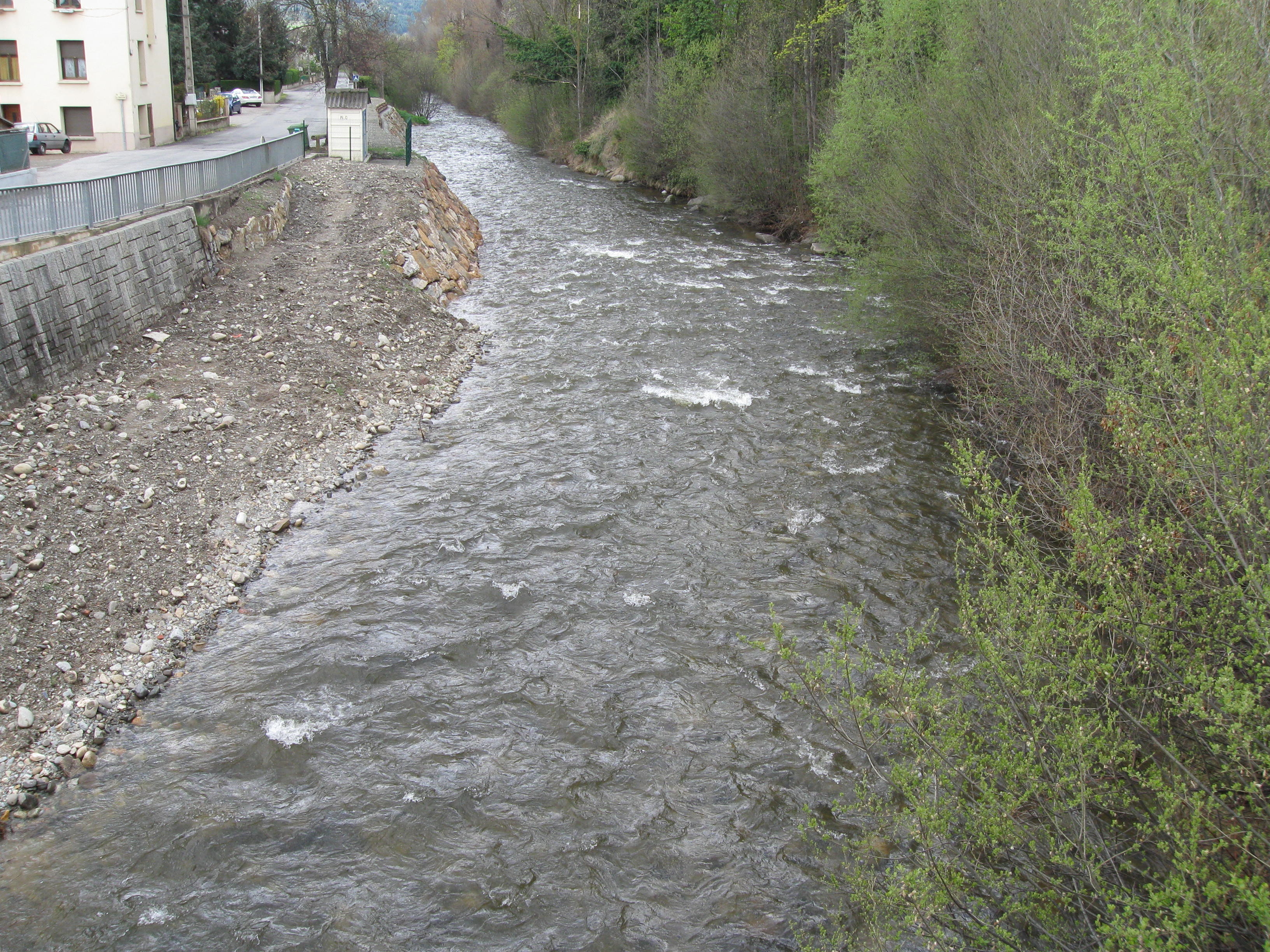
鲁尔河，左侧为马达姆堡，右侧为西班牙

马达姆堡位于法国南部，奥克西塔尼大区南部和东比利牛斯省西部，距离省会佩皮尼昂大约101公里。与马达姆堡接壤的法国市镇包括：纳于雅、帕洛德塞尔达涅、奥塞雅、圣莱奥卡迪和于尔。

### 地形
马达姆堡位于比利牛斯山腹地的一处山谷内，境内以山间坝子为主，市镇中心地势较为平坦，东侧为一处山麓，全境海拔在1130到1235米之间。

### 水文
塞格雷河自东北向西南流经马达姆堡镇中心，其右岸支流鲁尔河自北向南流经市镇西界，隔该河与西班牙相望。

### 植被
马达姆堡属于温带针叶林区，林地多分布于河流附近等，均常年免费向公众开放。
在鲜花城市的评比中，马达姆堡暂未被评级。

### 气候
马达姆堡在柯本气候分类法中属于带有温带气候特征的高山气候。

## 行政区划
马达姆堡的市镇编号为66025，邮政编号为66760。
在行政管理方面，马达姆堡隶属于法国奥克西塔尼大区东比利牛斯省普拉德区；在地方选举方面，马达姆堡隶属于加泰罗尼亚比利牛斯县，其市镇范围全境被划入东比利牛斯省第三选区；在社会管理方面，马达姆堡是塞尔达涅比利牛斯市镇公共社区的组成部分。
截至2024年6月，马达姆堡市镇范围内暂无任何城市敏感街区及城市政策优先街区。
法国国家统计与经济研究所（简称）在进行数据统计时，未将马达姆堡划入任何城市核心区（Unité urbaine）、城市区（Aire urbaine）及城市辐射区（Aire d'attraction）。此外，还将马达姆堡市镇整体看作一个“块区”（IRIS），以便于统计人口分布情况。

## 交通

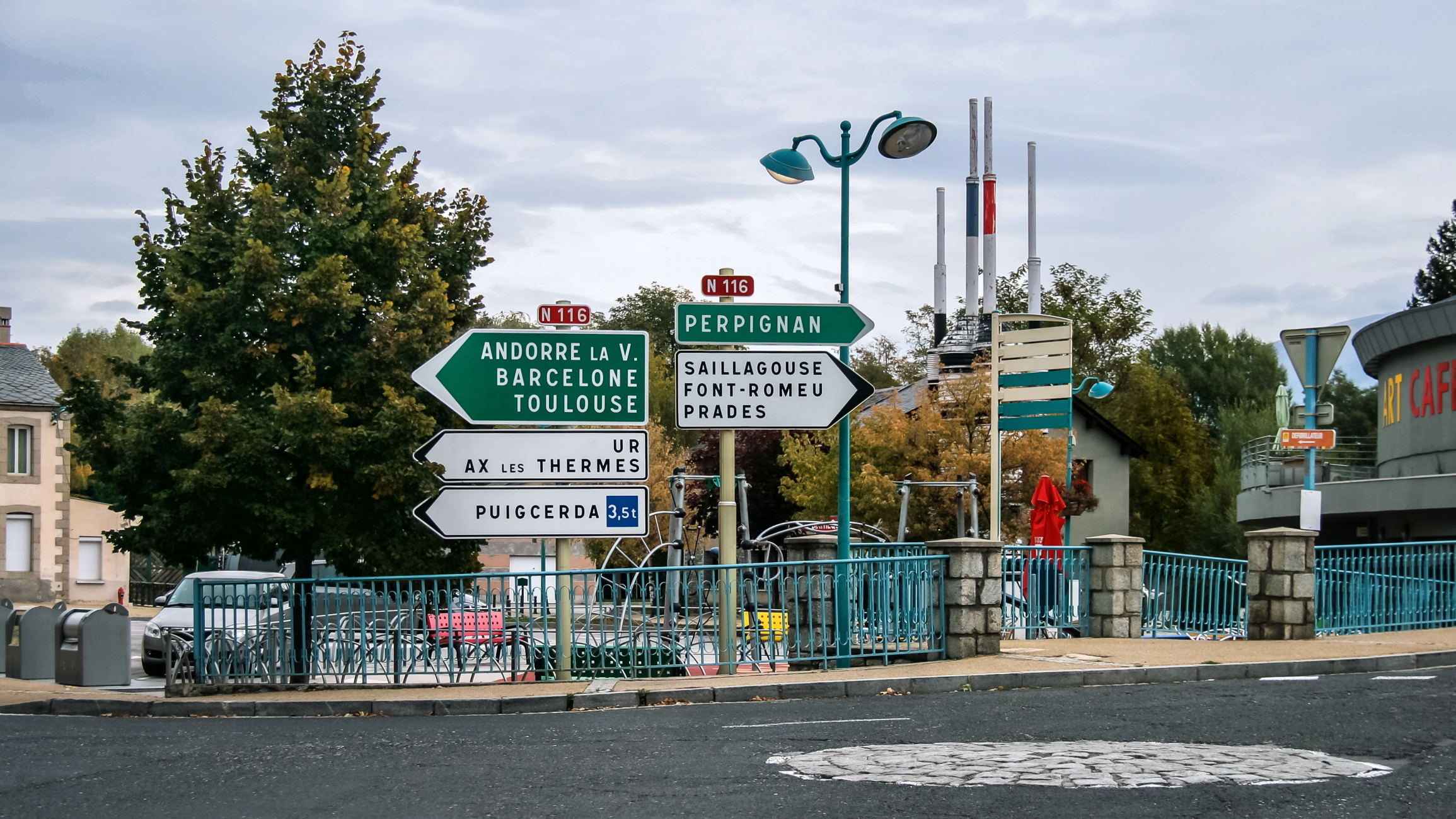
法兰西门路口

### 公路
法国国道N20线的南端终点及N116线的西侧终点均位于马达姆堡，此外还有东比利牛斯省省道D30线、D30c线、D68线和D70线在马达姆堡境内交汇。奥克西塔尼大区公共交通（商业名称为“liO”）下属的城际客运560线、566线和569线经停马达姆堡，可通往佩皮尼昂、普拉德、埃尔、波泰皮莫朗斯等地。
2020年，41.1%的马达姆堡家庭拥有至少一辆私人汽车。2021年，马达姆堡境内共发生各类交通事故1起，造成1人受伤。
| 42 | 100 |

| 佩皮尼昂 | 100 |

| 普拉德 | 55 |

| 阿克斯莱泰尔姆 | 45 |

### 铁路

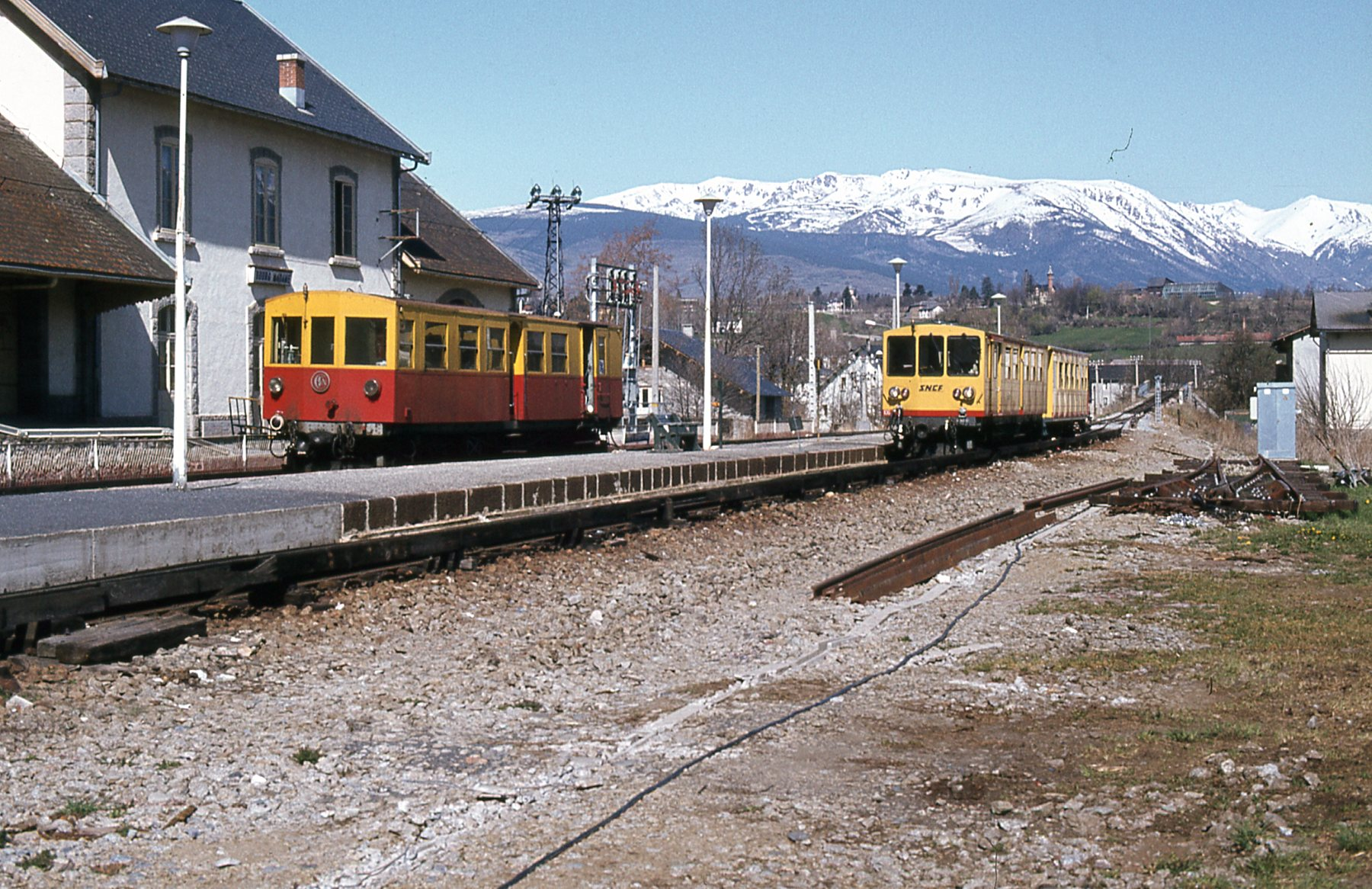
马达姆堡火车站

马达姆堡位于塞尔达涅线上，该铁路是一条地方米轨铁路。马达姆堡站位于市区东南部，停靠往返于拉图尔德卡罗勒和自由城-韦尔内莱班一线的区域列车。

### 航空
马达姆堡距离佩皮尼昂机场的公路里程大约104公里。

### 城市公共交通
截至2024年6月，马达姆堡暂无城市公共交通系统。

## 政治

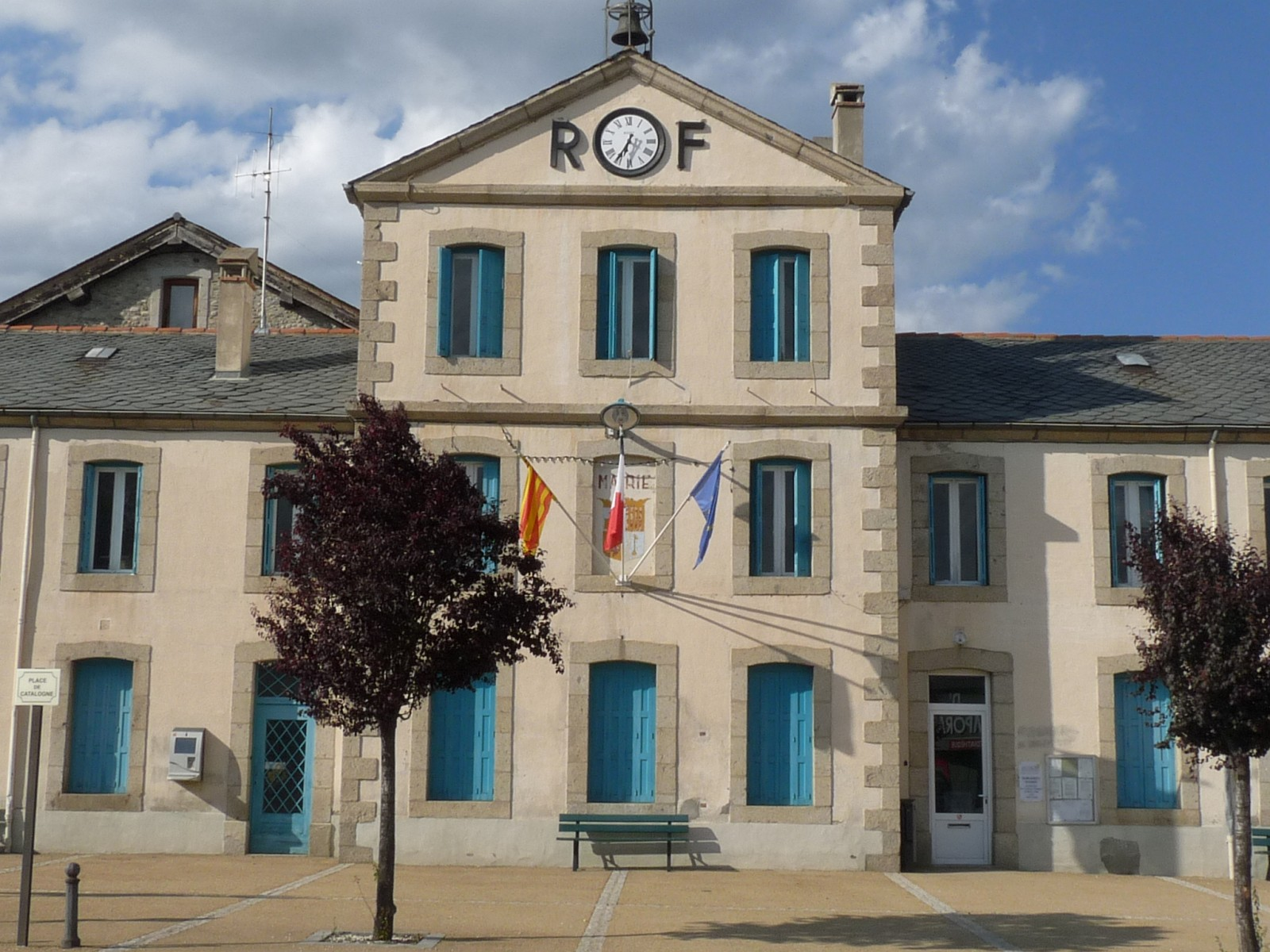
马达姆堡市政厅

马达姆堡的现任市长为达尼埃尔·阿米桑先生（Daniel ARMISEN），他是一名无党派人士，在2020年的市政选举中获得了60.04%的支持率。
在2022年的法国总统大选的第二轮选举中，法国第25任总统埃马纽埃尔·马克龙在马达姆堡获得了50.77%的支持率。

## 人口
2021年，马达姆堡市镇人口数量为1,204，在法国排名第8,505位。其中男性583人，女性620人，75岁及以上人口占8.9%，外籍人口数量为386人，人口密度为153人/平方公里，当地居民被称为（男性）或（女性）。2022年，马达姆堡境内出生3人，死亡人口10人。
| 马达姆堡1901年－2021年人口变化情况 |
|                                    |
| 数据来源：Cassini、INSEE           |

## 经济
截至2024年6月，马达姆堡市镇范围内共有各类用人单位（包含自雇）330家，平均历史为20年，均为中小型企业（PME），2024年4月至6月间，当地的经济活力指数为0。（汽车销售）、（化工）及（计算机服务）是当地2022年已公布营业额最高的三个企业，分别为503,942欧元、323,677欧元和120,583欧元。

## 财政与居民收入
2022年，马达姆堡的财政收入总额为1,846,840欧元，财政支出总额为1,542,690欧元，当年的债务总额为1,101,910欧元。2022年，马达姆堡市镇通过增值税获得22,460欧元的收入，此外当地还共获得了161,770欧元的国家直接财政补助。
| 马达姆堡居民收入情况                             | 马达姆堡居民收入情况 | 马达姆堡居民收入情况  | 马达姆堡居民收入情况 |
| 内容                                             | 马达姆堡             | 法国                  | 统计年份             |
| ------------------------------------------------ | -------------------- | --------------------- | -------------------- |
| 征税家庭总数                                     | 499                  | 1,081（法国市镇平均） | 2022年               |
| 居民平均月收入                                   | 2,247欧元            | 2,435欧元             | 2022年               |
| 高级职员人均月收入                               | 不详                 | 4,331欧元             | 2021年               |
| 中级职员人均月收入                               | 不详                 | 2,470欧元             | 2021年               |
| 普通职员人均月收入                               | 不详                 | 1,801欧元             | 2021年               |
| 贫困率                                           | 不详                 | 14.5%                 | 2020年               |
| 青壮年（15至64岁）失业率                         | 13.6%                | 7.4%                  | 2020年               |
| 征税家庭数量占比                                 | 40.3%                | 45.5%                 | 2020年               |
| 家庭年均纳税                                     | 3,140欧元            | 4,393欧元             | 2022年               |
| 资料来源：INSEE、L'Internaute、Le Journal du Net |                      |                       |                      |

## 社会事务

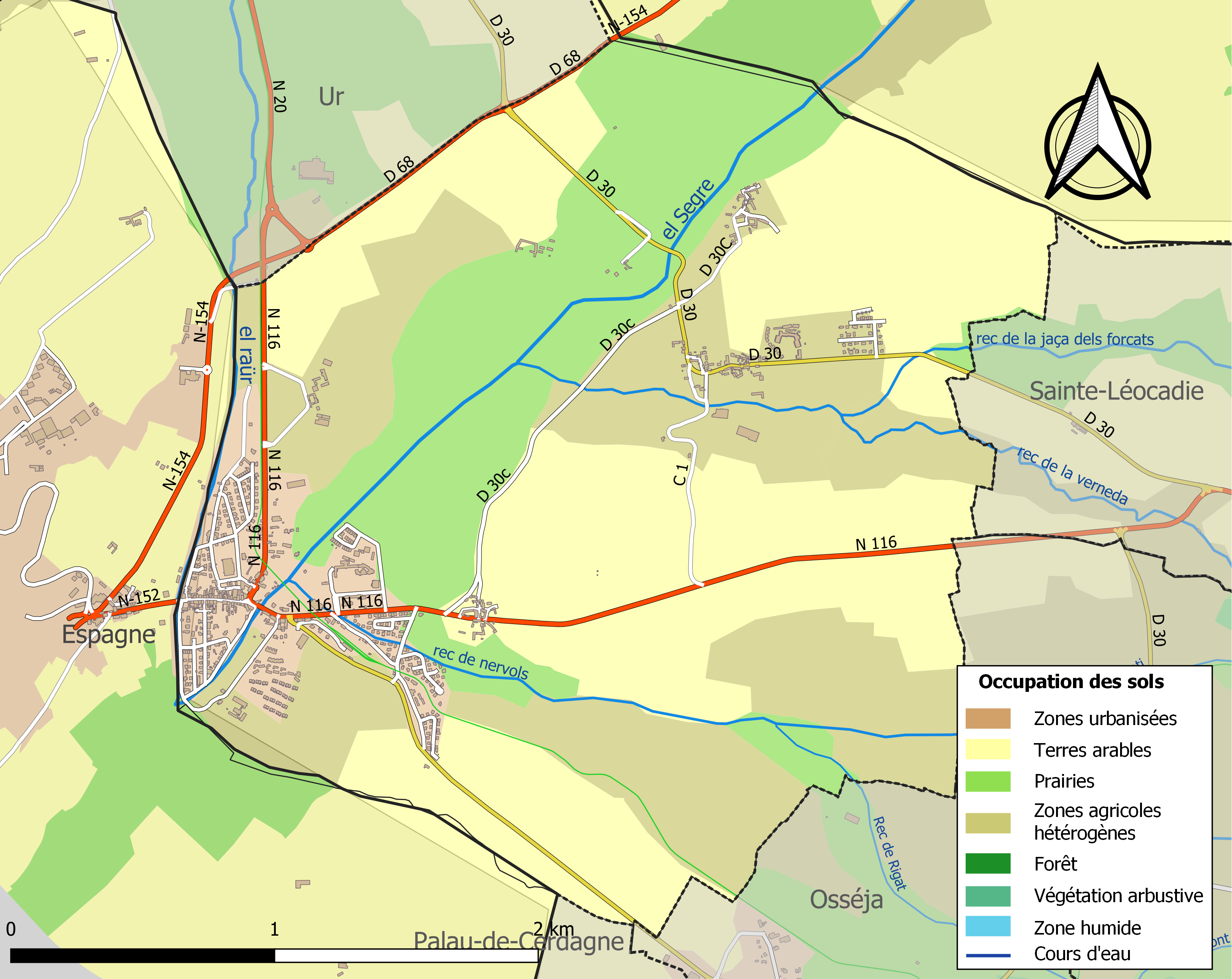
马达姆堡土地利用情况地图

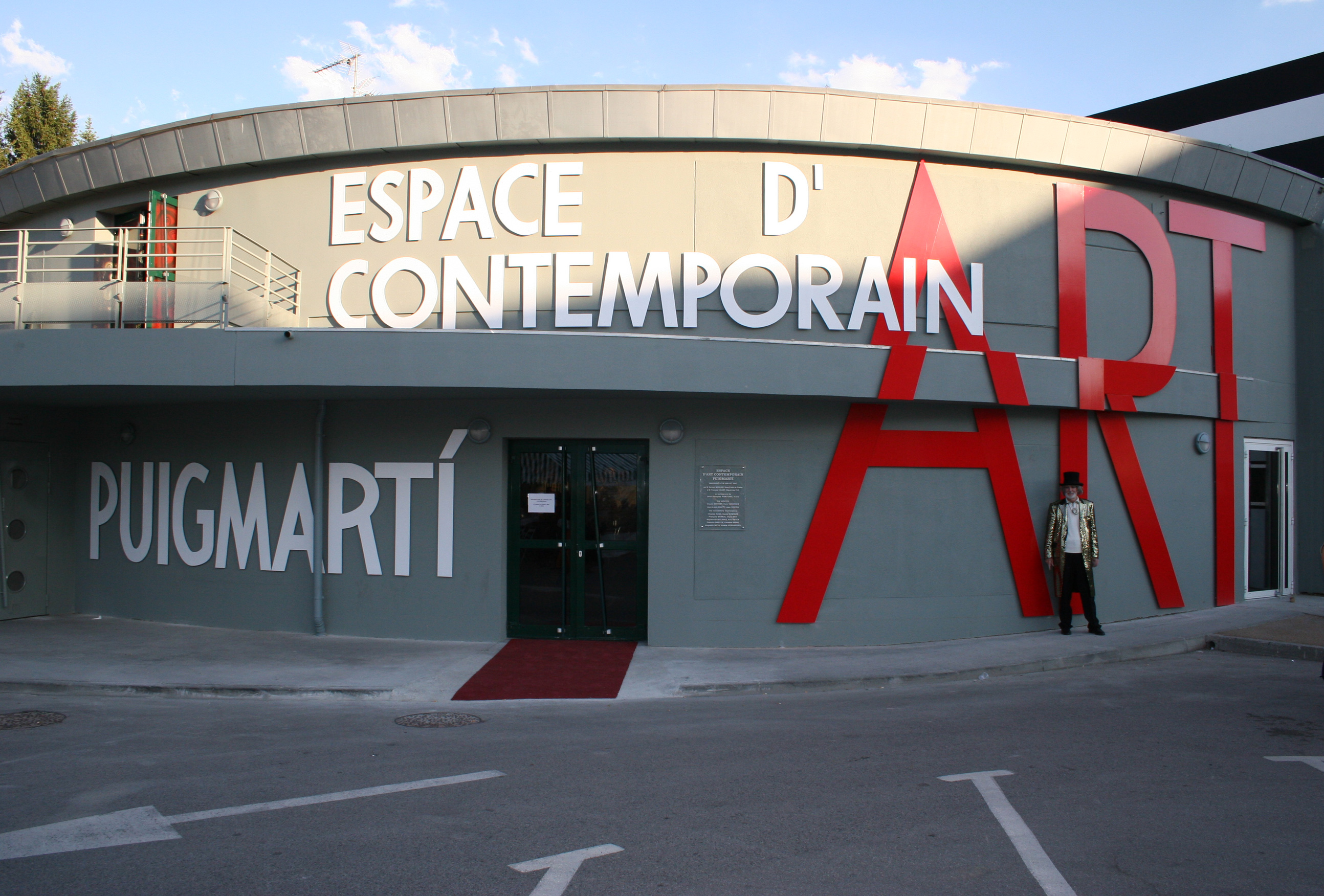
现代艺术馆

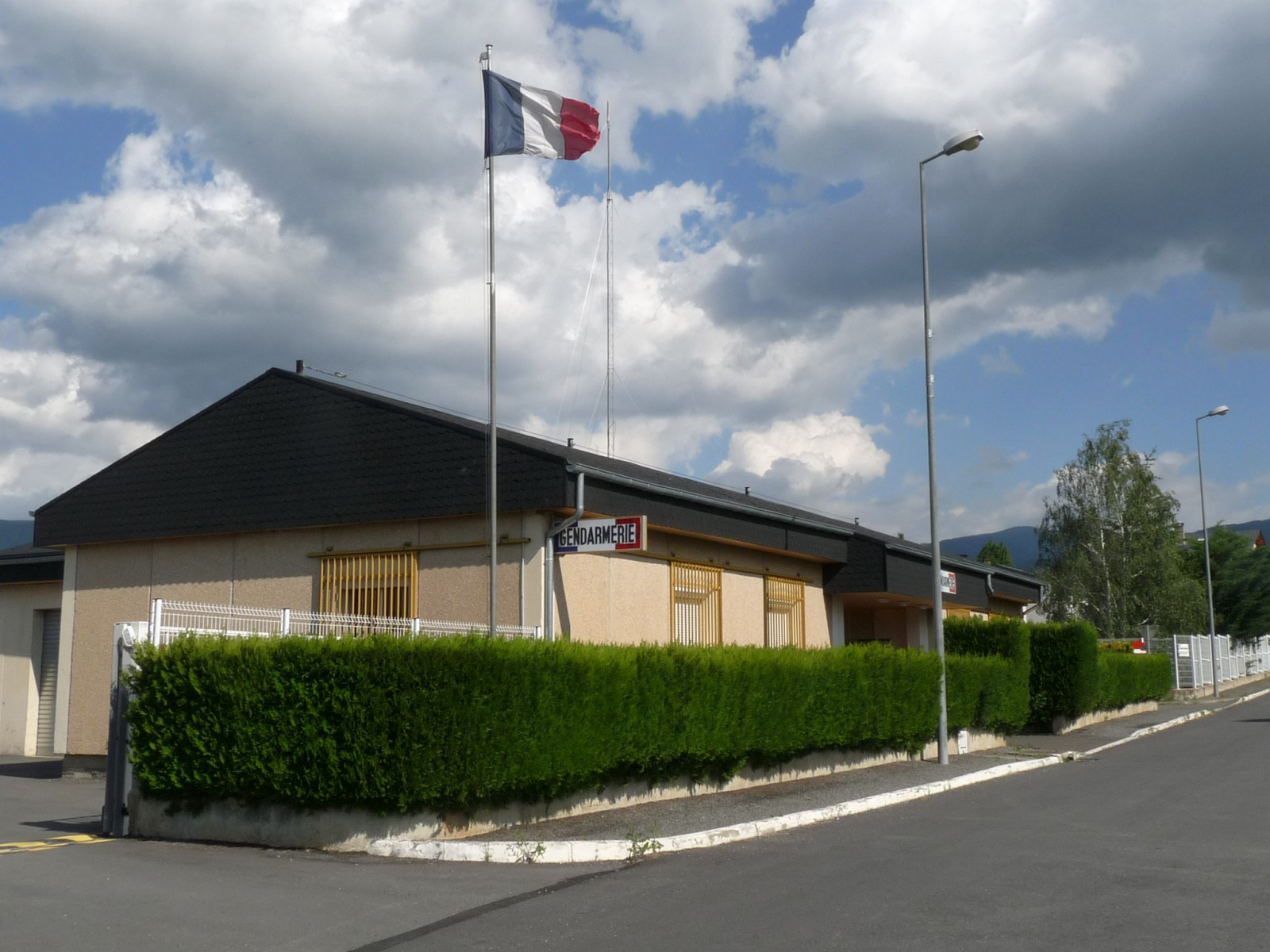
宪兵队

### 教育
马达姆堡属于蒙彼利埃学区。截至2021年1月1日，马达姆堡境内共有2所小学、1所初级中学和1所农业高中。2022至2023学年度，马达姆堡境内共有在校中等教育阶段学生392名。

### 医疗
截至2021年1月1日，马达姆堡境内共有全科医生5名、保健师6名、牙医4名和药房1家。
距离马达姆堡最近的区域性医疗机构为普拉德社区医院（Hôpital de proximité de Prades），其主病区位于普拉德，距离马达姆堡市区的正常车程大约57分钟，该院设有床位100个，是东比利牛斯省中西部地区规模最大的公立综合性医院。

### 住房
2020年，马达姆堡境内共有各类住房1,123套，其中38.8%为独立式住宅，59.9%为集中式住宅。常住房屋占马达姆堡市镇范围内居民建筑总量的47.6%。
在住房保障政策方面，2022年，马达姆堡境内共有87户家庭获得了住房经济补助，受益人数占总人口数量的7.2%，其中99份为房租补助。

### 商业
2021年，马达姆堡境内共有各类实体商铺68家，其中餐厅6家、大型超市1家、杂货店2家、面包房1家、肉铺1家、银行门店3家、美容美发店3家、汽车维修店4家。马达姆堡镇中心建有一家Aldi超市。

### 体育
2021年，马达姆堡境内共有1间体育馆、1处足球或橄榄球场以及1处篮球或排球场。
截至2024年6月，马达姆堡比利牛斯加泰罗尼亚五人制足球俱乐部（Futsal Bourg Madame Pyrenees Catalanes，编号582474）是马达姆堡境内唯一的一家注册足球俱乐部，其主场为博尼·塞拉体育馆（Gymnase Bonis Cera）。

### 环境
马达姆堡的环境事务由其所属的塞尔达涅比利牛斯市镇公共社区联合各级政府协调负责。2021年，马达姆堡境内暂无污染企业。

### 治安
2021年，马达姆堡市镇范围内有1处宪兵队。
马达姆堡及其附近的共100个市镇是普拉德国家宪兵队（zone gendarmerie de Prades）的管辖范围。2020年，该宪兵队累计记录各类案件1,795起，其中盗窃类案件846起，经济类案件253起，毒品交易类案件191起。

## 文化

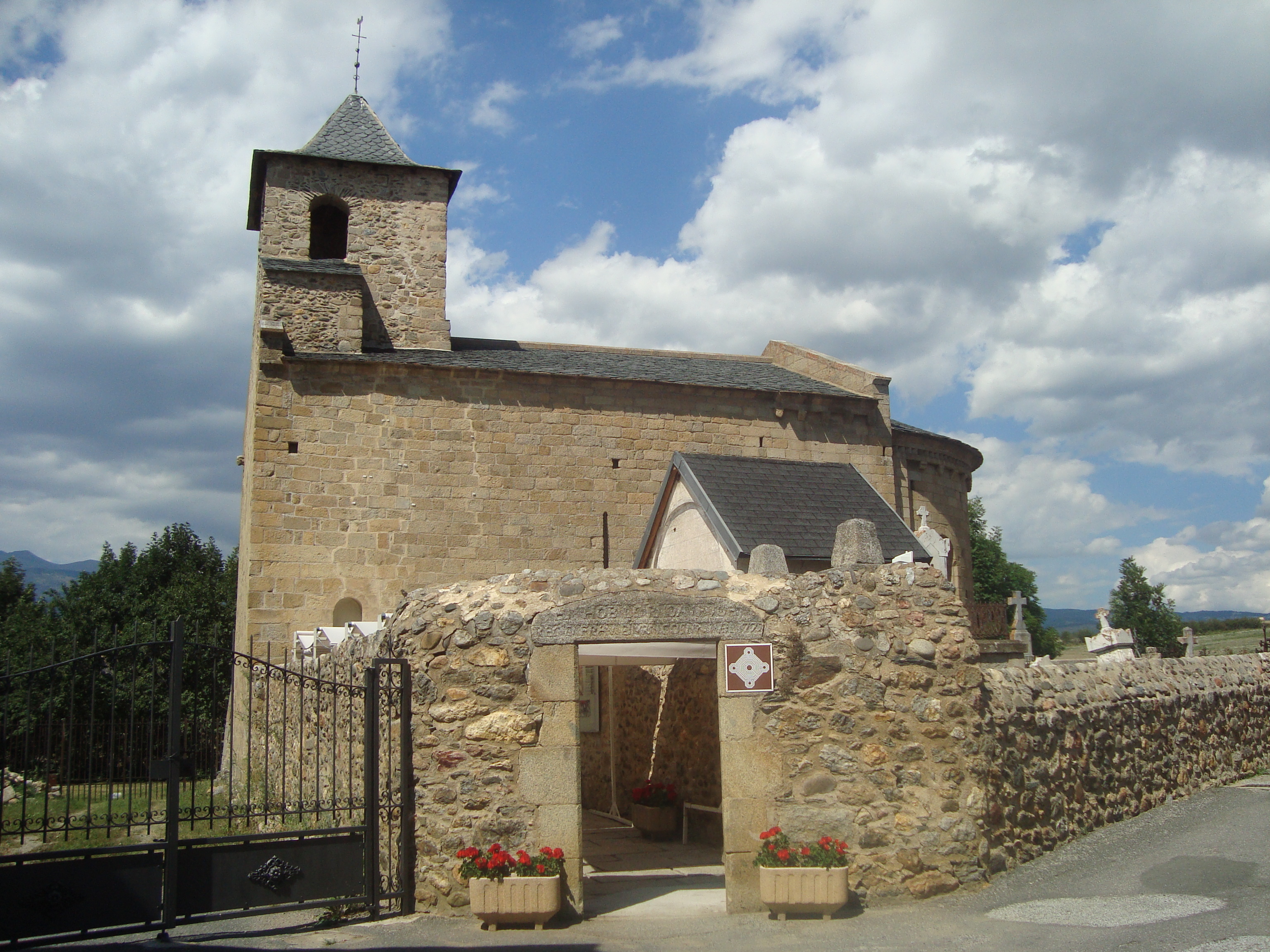
圣马丁教堂

2021年，马达姆堡境内暂无任何文化设施。马达姆堡境内建有多媒体中心（Médiathèque），每周三、四、五向公众开放。

### 建筑
马达姆堡境内有多处历史建筑，其中圣马丁教堂、卡尔代加斯圣罗曼教堂等为法国国家文物保护单位。

### 旅游
马达姆堡的旅游事务由其所属的塞尔达涅比利牛斯市镇公共社区联合各级政府协调负责。2023年，马达姆堡境内共有1家酒店共计13间房间；另有2个露营地，可容纳共144辆露营车。

### 媒体
法国主要的媒体均可在马达姆堡接收，法国电视三台下属的奥克西塔尼大区频道在部分时段播出马达姆堡所在东比利牛斯省的地方新闻。

## 友好城市
截至2024年6月，马达姆堡共与一座城市建立了友好城市关系：
- 西班牙 贝斯佩利亚